# ۱۳ (قمری)
۱۳ (قمری)، سیزدهمین سال در  گاه‌شماری هجری قمری است. اول محرم این سال برابر با دهم مارس سال ۶۳۴ میلادی است.

## رویدادها
- جمادی‌الثانی: رسیدن عمر بن خطاب به خلافت مسلمانان پس از مرگ ابوبکر.

## زادگان
- سعید بن مسیب از فقها و تابعین سجاد

- ۲۶ رمضان ام کلثوم بنت  عثمان، همسر حسن بن علی

## درگذشتگان
- ۲۲ جمادی‌الثانی - ابوبکر نخستین خلیفه مسلمانان
- حارث بن کلده ثقفی پزشک و شاعر اهل  مکه
- خالد بن سعید از نخستین ایمان آورندگان به اسلام و از جمله کاتبان پیامبر
- هند بنت عتبه همسر ابوسفیان
- ابوقحافه ، عثمان بن عامر پدر  ابوبکر خلیفه اول
- ابان بن سعید  از اصحاب پیامبر
- عمرو بن سعید بن عاص، از اصحاب پیامبر اسلام

## وابسته
- خلفای راشدین
- اعیان‌الشیعه
- حارث بن کلده ثقفی